# Jaechanax insignis
Jaechanax insignis is een keversoort uit de familie keikevers (Psephenidae). De wetenschappelijke naam van de soort werd in 1904 gepubliceerd door Léon Marc Herminie Fairmaire.